# 증도초등학교 소악분교
증도초등학교 소악분교는 대한민국 전라남도 신안군에 있는 공립 초등학교이다.

## 학교 연혁
- 1965년 5월 10일 소악분교장 설립 인가
- 1966년 5월 10일 병풍도국민학교 소악분교장 개교
- 1967년 4월 1일 도서벽지학교 '을'급 지정
- 1986년 1월 1일 도서벽지학교 '나'급 조정
- 1993년 9월 1일 증도국민학교로 편입
- 1996년 3월 1일 증도초등학교 소악분교 개칭
- 2001년 1월 1일 도서벽지학교 '가'급 조정

현재 휴교 상태

## 참고 자료
- 증도초등학교소악분교장 - 한국교육학술정보원 학교알리미